# Campeonato Europeu de Atletismo em Pista Coberta de 2015 - Heptatlo masculino
A prova do heptatlo masculino  do Campeonato Europeu de Atletismo em Pista Coberta de 2015 foi disputada entre os dias 7 e 8 de março de 2015 no O2 Arena em Praga, República Checa. 

## Recordes
Antes desta competição, os recordes mundiais e do campeonato nesta prova eram os seguintes:
|                       | Nome         | Nacionalidade  | Pontos   | Local     | Data                    |
| --------------------- | ------------ | -------------- | -------- | --------- | ----------------------- |
| Recorde mundial       | Ashton Eaton | Estados Unidos | 6645 pts | Istambul  | 10 de março de 2012     |
| Recorde do campeonato | Tomáš Dvořák | Chéquia        | 6424 pts | Gante     | 26 de fevereiro de 2000 |
| Recorde europeu       | Roman Šebrle | Chéquia        | 6438 pts | Budapeste | 7 de março de 2004      |

## Medalhistas
| Ouro                  | Prata              | Bronze                   |
| Ilya Shkurenyov (RUS) | Arthur Abele (GER) | Eelco Sintnicolaas (NED) |

## Cronograma
Todos os horários são locais (UTC+2).
| Data       | Hora  | Evento                  |
| ---------- | ----- | ----------------------- |
| 7 de março | 11:10 | 60 metros               |
| 7 de março | 12:00 | Salto em distância      |
| 7 de março | 16:35 | Arremesso de peso       |
| 7 de março | 18:30 | Salto em altura         |
| 8 de março | 11:30 | 60 metros com barreiras |
| 8 de março | 12:40 | Salto com vara          |
| 8 de março | 15:45 | 1000 metros             |

## Resultados

### 60 metros
A prova foi realizada às 11:10 no dia 7 de março. 
| Posição | Bateria | Atleta              | Nacionalidade | Tempo | Pontos | Notas                |
| ------- | ------- | ------------------- | ------------- | ----- | ------ | -------------------- |
| 1       | 1       | Arthur Abele        | Alemanha      | 6.93  | 907    | Recorde pessoal      |
| 1       | 2       | Marek Lukáš         | Chéquia       | 6.93  | 907    | Recorde pessoal      |
| 3       | 2       | Jorge Ureña         | Espanha       | 6.96  | 897    |                      |
| 4       | 1       | Eelco Sintnicolaas  | Países Baixos | 6.98  | 889    | Recorde da temporada |
| 4       | 2       | Ilya Shkurenyov     | Rússia        | 6.98  | 889    | Recorde pessoal      |
| 6       | 2       | Artem Lukyanenko    | Rússia        | 7.02  | 875    | Recorde da temporada |
| 7       | 1       | Petter Olson        | Suécia        | 7.03  | 872    | Recorde da temporada |
| 7       | 2       | Paweł Wiesiołek     | Polónia       | 7.03  | 872    | Recorde pessoal      |
| 7       | 2       | Adam Helcelet       | Chéquia       | 7.03  | 872    |                      |
| 10      | 2       | Mathias Brugger     | Alemanha      | 7.05  | 865    | Recorde pessoal      |
| 11      | 1       | Bastien Auzeil      | França        | 7.08  | 854    | Recorde pessoal      |
| 12      | 2       | Gaël Querin         | França        | 7.12  | 840    |                      |
| 13      | 1       | Niels Pittomvils    | Bélgica       | 7.22  | 806    |                      |
| 14      | 1       | Pieter Braun        | Países Baixos | 7.23  | 802    | Recorde pessoal      |
| 15      | 1       | Einar Daði Lárusson | Islândia      | DNS   | 0      |                      |

### Salto em distância
A prova foi realizada às 12:00 no dia 7 de março. 
| Posição | Atleta             | Nacionalidade | #1   | #2   | #3   | Resultados | Pontos | Notas                | Total |
| ------- | ------------------ | ------------- | ---- | ---- | ---- | ---------- | ------ | -------------------- | ----- |
| 1       | Ilya Shkurenyov    | Rússia        | 7.70 | 7.78 | –    | 7.78       | 1005   | Recorde pessoal      | 1894  |
| 2       | Paweł Wiesiołek    | Polónia       | x    | 7.16 | 7.63 | 7.63       | 967    | Recorde pessoal      | 1839  |
| 3       | Arthur Abele       | Alemanha      | 7.31 | 7.56 | –    | 7.56       | 950    | Recorde pessoal      | 1857  |
| 4       | Eelco Sintnicolaas | Países Baixos | x    | 7.37 | 7.51 | 7.51       | 937    | Recorde da temporada | 1826  |
| 5       | Gaël Querin        | França        | 7.26 | x    | 7.41 | 7.41       | 913    | Recorde da temporada | 1753  |
| 6       | Adam Helcelet      | Chéquia       | 7.38 | 7.03 | 7.30 | 7.38       | 905    |                      | 1777  |
| 7       | Pieter Braun       | Países Baixos | 7.02 | 7.11 | x    | 7.11       | 840    |                      | 1642  |
| 8       | Petter Olson       | Suécia        | 7.11 | x    | x    | 7.11       | 840    | Recorde da temporada | 1712  |
| 9       | Bastien Auzeil     | França        | 7.06 | 7.08 | 6.90 | 7.08       | 833    |                      | 1687  |
| 10      | Marek Lukáš        | Chéquia       | 7.04 | x    | 7.04 | 7.04       | 823    |                      | 1730  |
| 11      | Mathias Brugger    | Alemanha      | 4.93 | x    | 6.99 | 6.99       | 811    |                      | 1676  |
| 12      | Jorge Ureña        | Espanha       | x    | 5.17 | 6.88 | 6.88       | 785    |                      | 1682  |
| 13      | Artem Lukyanenko   | Rússia        | 6.79 | 6.75 | 6.75 | 6.79       | 764    |                      | 1639  |
| 14      | Niels Pittomvils   | Bélgica       | x    | x    | x    | NM         | 0      |                      | 806   |

### Arremesso de peso
A prova foi realizada às 16:35 no dia 7 de março. 
| Posição | Atleta             | Nacionalidade | #1    | #2    | #3    | Resultados | Pontos | Notas                | Total |
| ------- | ------------------ | ------------- | ----- | ----- | ----- | ---------- | ------ | -------------------- | ----- |
| 1       | Arthur Abele       | Alemanha      | x     | 14.60 | 15.54 | 15.54      | 823    | Recorde pessoal      | 2680  |
| 2       | Mathias Brugger    | Alemanha      | 15.25 | x     | 15.00 | 15.25      | 805    |                      | 2481  |
| 3       | Bastien Auzeil     | França        | 13.55 | 14.81 | 14.90 | 14.90      | 784    |                      | 2471  |
| 4       | Artem Lukyanenko   | Rússia        | 14.70 | x     | x     | 14.70      | 771    |                      | 2410  |
| 5       | Adam Helcelet      | Chéquia       | 14.24 | 14.04 | 14.43 | 14.43      | 755    |                      | 2532  |
| 6       | Paweł Wiesiołek    | Polónia       | 14.32 | x     | 14.20 | 14.32      | 748    | Recorde pessoal      | 2587  |
| 7       | Eelco Sintnicolaas | Países Baixos | 13.64 | 13.75 | 14.03 | 14.03      | 730    | Recorde da temporada | 2556  |
| 8       | Ilya Shkurenyov    | Rússia        | 13.66 | 13.89 | 13.58 | 13.89      | 722    |                      | 2616  |
| 9       | Pieter Braun       | Países Baixos | 13.21 | 13.35 | 13.85 | 13.85      | 722    | Recorde pessoal      | 2361  |
| 10      | Gaël Querin        | França        | 13.81 | 13.79 | 13.78 | 13.81      | 717    |                      | 2470  |
| 11      | Marek Lukáš        | Chéquia       | 13.30 | x     | 13.69 | 13.69      | 709    |                      | 2439  |
| 12      | Jorge Ureña        | Espanha       | 13.06 | 13.46 | 13.25 | 13.46      | 695    |                      | 2377  |
| 13      | Petter Olson       | Suécia        | 13.26 | 13.37 | 13.40 | 13.40      | 692    | Recorde da temporada | 2404  |
| 14      | Niels Pittomvils   | Bélgica       |       |       |       | DNS        | 0      | Recorde da temporada | DNF   |

### Salto em altura
A prova foi realizada às 18:30 no dia 7 de março. 
| Posição | Atleta             | Nacionalidade | 1.80 | 1.83 | 1.86 | 1.89 | 1.92 | 1.95 | 1.98 | 2.01 | 2.04 | 2.07 | 2.10 | 2.13 | Resultados | Pontos | Notas                | Total |
| ------- | ------------------ | ------------- | ---- | ---- | ---- | ---- | ---- | ---- | ---- | ---- | ---- | ---- | ---- | ---- | ---------- | ------ | -------------------- | ----- |
| 1       | Ilya Shkurenyov    | Rússia        | –    | –    | –    | o    | –    | o    | o    | o    | xxo  | o    | xo   | xxx  | 2.10       | 896    |                      | 3512  |
| 2       | Jorge Ureña        | Espanha       | –    | –    | o    | –    | o    | o    | o    | o    | o    | xxx  |      |      | 2.04       | 840    | Recorde pessoal      | 3217  |
| 3       | Adam Helcelet      | Chéquia       | –    | –    | –    | o    | –    | o    | o    | o    | xxx  |      |      |      | 2.01       | 813    |                      | 3345  |
| 4       | Gaël Querin        | França        | –    | –    | o    | o    | xo   | o    | xxo  | o    | xxx  |      |      |      | 2.01       | 813    |                      | 3283  |
| 5       | Bastien Auzeil     | França        | –    | –    | –    | o    | o    | o    | xxo  | xo   | xxx  |      |      |      | 2.01       | 813    | =                    | 3284  |
| 6       | Pieter Braun       | Países Baixos | –    | –    | –    | o    | –    | o    | o    | xxx  |      |      |      |      | 1.98       | 785    |                      | 3146  |
| 6       | Paweł Wiesiołek    | Polónia       | –    | –    | –    | –    | o    | –    | o    | xxx  |      |      |      |      | 1.98       | 785    |                      | 3372  |
| 8       | Marek Lukáš        | Chéquia       | o    | o    | o    | o    | o    | o    | xo   | xxx  |      |      |      |      | 1.98       | 785    | Recorde pessoal      | 3224  |
| 8       | Eelco Sintnicolaas | Países Baixos | –    | –    | o    | –    | o    | o    | xo   | xxx  |      |      |      |      | 1.98       | 785    | Recorde da temporada | 3224  |
| 10      | Petter Olson       | Suécia        | –    | –    | o    | –    | xxo  | xxo  | xo   | xxx  |      |      |      |      | 1.98       | 785    |                      | 3189  |
| 11      | Artem Lukyanenko   | Rússia        | –    | o    | o    | o    | o    | o    | xxx  |      |      |      |      |      | 1.95       | 758    |                      | 3168  |
| 12      | Mathias Brugger    | Alemanha      | –    | –    | –    | xo   | –    | xxo  | xxx  |      |      |      |      |      | 1.95       | 758    |                      | 3239  |
| 13      | Arthur Abele       | Alemanha      | –    | –    | o    | –    | xo   | xxx  |      |      |      |      |      |      | 1.92       | 731    |                      | 3411  |

### 60 metros com barreiras
A prova foi realizada às 11:30 no dia 8 de março. 
| Posição | Bateria | Atleta             | Nacionalidade | Tempo | Pontos | Notas                | Total |
| ------- | ------- | ------------------ | ------------- | ----- | ------ | -------------------- | ----- |
| 1       | 1       | Arthur Abele       | Alemanha      | 7.67  | 1066   |                      | 4477  |
| 2       | 2       | Jorge Ureña        | Espanha       | 7.81  | 1030   | Recorde pessoal      | 4247  |
| 3       | 2       | Ilya Shkurenyov    | Rússia        | 7.86  | 1017   | Recorde pessoal      | 4529  |
| 4       | 2       | Adam Helcelet      | Chéquia       | 7.95  | 994    |                      | 4339  |
| 5       | 1       | Gaël Querin        | França        | 7.98  | 987    | =                    | 4270  |
| 5       | 2       | Eelco Sintnicolaas | Países Baixos | 7.98  | 987    | Recorde da temporada | 4328  |
| 7       | 2       | Artem Lukyanenko   | Rússia        | 8.01  | 979    | Recorde da temporada | 4147  |
| 8       | 2       | Marek Lukáš        | Chéquia       | 8.07  | 964    |                      | 4188  |
| 9       | 1       | Bastien Auzeil     | França        | 8.10  | 957    | Recorde pessoal      | 4241  |
| 10      | 1       | Paweł Wiesiołek    | Polónia       | 8.13  | 949    |                      | 4321  |
| 11      | 1       | Pieter Braun       | Países Baixos | 8.17  | 939    | Recorde da temporada | 4085  |
| 12      | 2       | Petter Olson       | Suécia        | 8.19  | 935    |                      | 4124  |
| 13      | 1       | Mathias Brugger    | Alemanha      | 8.26  | 917    |                      | 4156  |

### Salto com vara
A prova foi realizada às 12:40 no dia 8 de março. 
| Posição | Atleta             | Nacionalidade | 4.30 | 4.40 | 4.50 | 4.60 | 4.70 | 4.80 | 4.90 | 5.00 | 5.10 | 5.20 | 5.30 | 5.40 | Resultados | Pontos | Notas           | Total |
| ------- | ------------------ | ------------- | ---- | ---- | ---- | ---- | ---- | ---- | ---- | ---- | ---- | ---- | ---- | ---- | ---------- | ------ | --------------- | ----- |
| 1       | Ilya Shkurenyov    | Rússia        | –    | –    | –    | –    | –    | o    | o    | o    | o    | o    | o    | xxx  | 5.30       | 1004   | Recorde pessoal | 5533  |
| 2       | Eelco Sintnicolaas | Países Baixos | –    | –    | –    | –    | –    | –    | –    | –    | –    | xo   | xxx  |      | 5.20       | 972    |                 | 5300  |
| 3       | Bastien Auzeil     | França        | –    | –    | –    | –    | –    | o    | –    | xo   | o    | xo   | xxx  |      | 5.20       | 972    | Recorde pessoal | 5213  |
| 4       | Artem Lukyanenko   | Rússia        | –    | –    | –    | o    | o    | o    | xo   | xxo  | o    | xo   | xxx  |      | 5.20       | 972    | Recorde pessoal | 5119  |
| 5       | Gaël Querin        | França        | –    | –    | o    | –    | o    | –    | o    | o    | xxx  |      |      |      | 5.00       | 910    | Recorde pessoal | 5180  |
| 6       | Petter Olson       | Suécia        | –    | –    | –    | o    | o    | o    | xo   | o    | xxx  |      |      |      | 5.00       | 910    |                 | 5034  |
| 7       | Adam Helcelet      | Chéquia       | –    | –    | o    | o    | o    | o    | o    | xxx  |      |      |      |      | 4.90       | 880    | =               | 5219  |
| 8       | Arthur Abele       | Alemanha      | –    | –    | –    | xo   | –    | o    | xo   | xxx  |      |      |      |      | 4.90       | 880    | Recorde pessoal | 5357  |
| 9       | Mathias Brugger    | Alemanha      | –    | –    | –    | o    | –    | o    | –    | xxx  |      |      |      |      | 4.80       | 849    |                 | 5005  |
| 10      | Jorge Ureña        | Espanha       | –    | o    | –    | xo   | –    | o    | xxx  |      |      |      |      |      | 4.80       | 849    | Recorde pessoal | 5096  |
| 11      | Marek Lukáš        | Chéquia       | o    | –    | xo   | o    | o    | xo   | xxx  |      |      |      |      |      | 4.80       | 849    | =               | 5037  |
| 12      | Paweł Wiesiołek    | Polónia       | –    | o    | o    | xxx  |      |      |      |      |      |      |      |      | 4.50       | 760    |                 | 5081  |
| 13      | Pieter Braun       | Países Baixos | –    | –    | –    | –    | xxx  |      |      |      |      |      |      |      | NM         | 0      |                 | 4085  |

### 1000 metros
A prova foi realizada às 15:45 no dia 8 de março. 
| Posição | Atleta             | Nacionalidade | Tempo   | Pontos | Notas                |
| ------- | ------------------ | ------------- | ------- | ------ | -------------------- |
| 1       | Gaël Querin        | França        | 2:34.54 | 935    |                      |
| 2       | Arthur Abele       | Alemanha      | 2:35.64 | 922    | Recorde pessoal      |
| 3       | Eelco Sintnicolaas | Países Baixos | 2:39.00 | 885    | Recorde da temporada |
| 4       | Jorge Ureña        | Espanha       | 2:42.61 | 845    |                      |
| 5       | Mathias Brugger    | Alemanha      | 2:42.92 | 841    |                      |
| 6       | Petter Olson       | Suécia        | 2:43.51 | 835    |                      |
| 7       | Marek Lukáš        | Chéquia       | 2:44.15 | 828    | Recorde pessoal      |
| 8       | Ilya Shkurenyov    | Rússia        | 2:44.84 | 820    | Recorde da temporada |
| 9       | Adam Helcelet      | Chéquia       | 2:45.66 | 812    | Recorde da temporada |
| 10      | Bastien Auzeil     | França        | 2:46.93 | 798    | Recorde pessoal      |
| 11      | Pieter Braun       | Países Baixos | 2:51.77 | 747    |                      |
| 12      | Artem Lukyanenko   | Rússia        | 2:52.65 | 738    |                      |
| 13      | Paweł Wiesiołek    | Polónia       | DNS     | 0      |                      |

## Classificação final
| Posição           | Atleta              | Nacionalidade | 60m  | SD   | AP    | SA   | 60 m C/B | SV   | 1000 m  | Pontos | Notas                |
| ----------------- | ------------------- | ------------- | ---- | ---- | ----- | ---- | -------- | ---- | ------- | ------ | -------------------- |
| Medalha de ouro   | Ilya Shkurenyov     | Rússia        | 6.98 | 7.78 | 13.89 | 2.10 | 7.86     | 5.30 | 2:44.84 | 6353   | ,                    |
| Medalha de prata  | Arthur Abele        | Alemanha      | 6.93 | 7.56 | 15.54 | 1.92 | 7.67     | 4.90 | 2:35.64 | 6279   | Recorde pessoal      |
| Medalha de bronze | Eelco Sintnicolaas  | Países Baixos | 6.98 | 7.51 | 14.03 | 1.98 | 7.98     | 5.20 | 2:39.00 | 6185   | Recorde da temporada |
| 4                 | Gaël Querin         | França        | 7.12 | 7.41 | 13.81 | 2.01 | 7.98     | 5.00 | 2:34.54 | 6115   | Recorde pessoal      |
| 5                 | Adam Helcelet       | Chéquia       | 7.03 | 7.38 | 14.43 | 2.01 | 7.95     | 4.90 | 2:45.66 | 6031   |                      |
| 6                 | Bastien Auzeil      | França        | 7.08 | 7.08 | 14.90 | 2.01 | 8.10     | 5.20 | 2:46.93 | 6011   | Recorde pessoal      |
| 7                 | Jorge Ureña         | Espanha       | 6.96 | 6.88 | 13.46 | 2.04 | 7.81     | 4.80 | 2:42.61 | 5941   |                      |
| 8                 | Petter Olson        | Suécia        | 7.03 | 7.11 | 13.40 | 1.98 | 8.19     | 5.00 | 2:43.51 | 5869   | Recorde da temporada |
| 9                 | Marek Lukáš         | Chéquia       | 6.93 | 7.04 | 13.69 | 1.98 | 8.07     | 4.80 | 2:44.15 | 5865   |                      |
| 10                | Artem Lukyanenko    | Rússia        | 7.02 | 6.79 | 14.70 | 1.95 | 8.01     | 5.20 | 2:52.65 | 5857   |                      |
| 11                | Mathias Brugger     | Alemanha      | 7.05 | 6.99 | 15.25 | 1.95 | 8.26     | 4.80 | 2:42.92 | 5846   |                      |
| 12                | Pieter Braun        | Países Baixos | 7.23 | 7.11 | 13.85 | 1.98 | 8.17     | NM   | 2:51.77 | 4832   |                      |
| 13                | Paweł Wiesiołek     | Polónia       | 7.03 | 7.63 | 14.32 | 1.98 | 8.13     | 4.50 | DNS     | DNF    |                      |
| 14                | Niels Pittomvils    | Bélgica       | 7.22 | NM   | DNS   | –    | –        | –    | –       | DNF    |                      |
| 15                | Einar Daði Lárusson | Islândia      | DNS  | –    | –     | –    | –        | –    | –       | DNS    |                      |

Legenda
| Recorde mundial       | Recorde mundial (World record)               |                       | Recorde africano                      | Recorde africano (African) |                                           | Q | Classificado por posição (Qualified) |
| Recorde do campeonato | Recorde do campeonato (Championship record)  | Recorde da América    | Recorde da América (Americas)         | q                          | Classificado por melhor tempo (Qualified) |   |                                      |
| Melhor marca do ano   | Melhor marca do ano (World leading)          | Recorde asiático      | Recorde asiático (Asian)              | DNS                        | Não largou (Did not start)                |   |                                      |
| Recorde nacional      | Recorde nacional (National record)           | Recorde europeu       | Recorde europeu (European)            | DNF                        | Não terminou (Did not finish)             |   |                                      |
| Recorde pessoal       | Recorde pessoal do atleta (Personal best)    | Recorde da Oceania    | Recorde da Oceania (Oceania)          | DSQ / DQ                   | Desclassificado (Disqualified)            |   |                                      |
| Recorde da temporada  | Recorde da temporada do atleta (Season best) | Recorde sul-americano | Recorde sul-americano (South America) | NM                         | Sem marca (No mark)                       |   |                                      |